# Gentiana burseri
La genciana amarilla  (Gentiana burseri) es una especie de la familia de las gencianáceas.

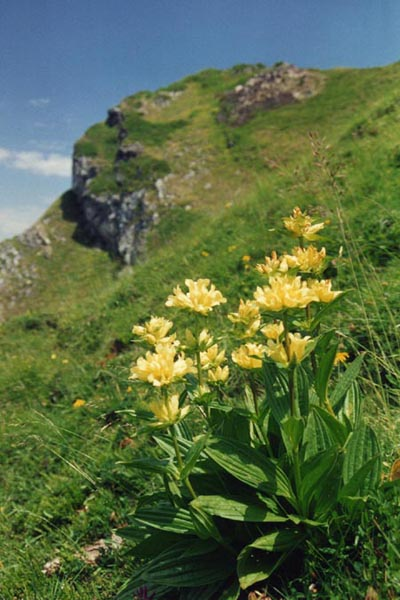
Vita de la planta

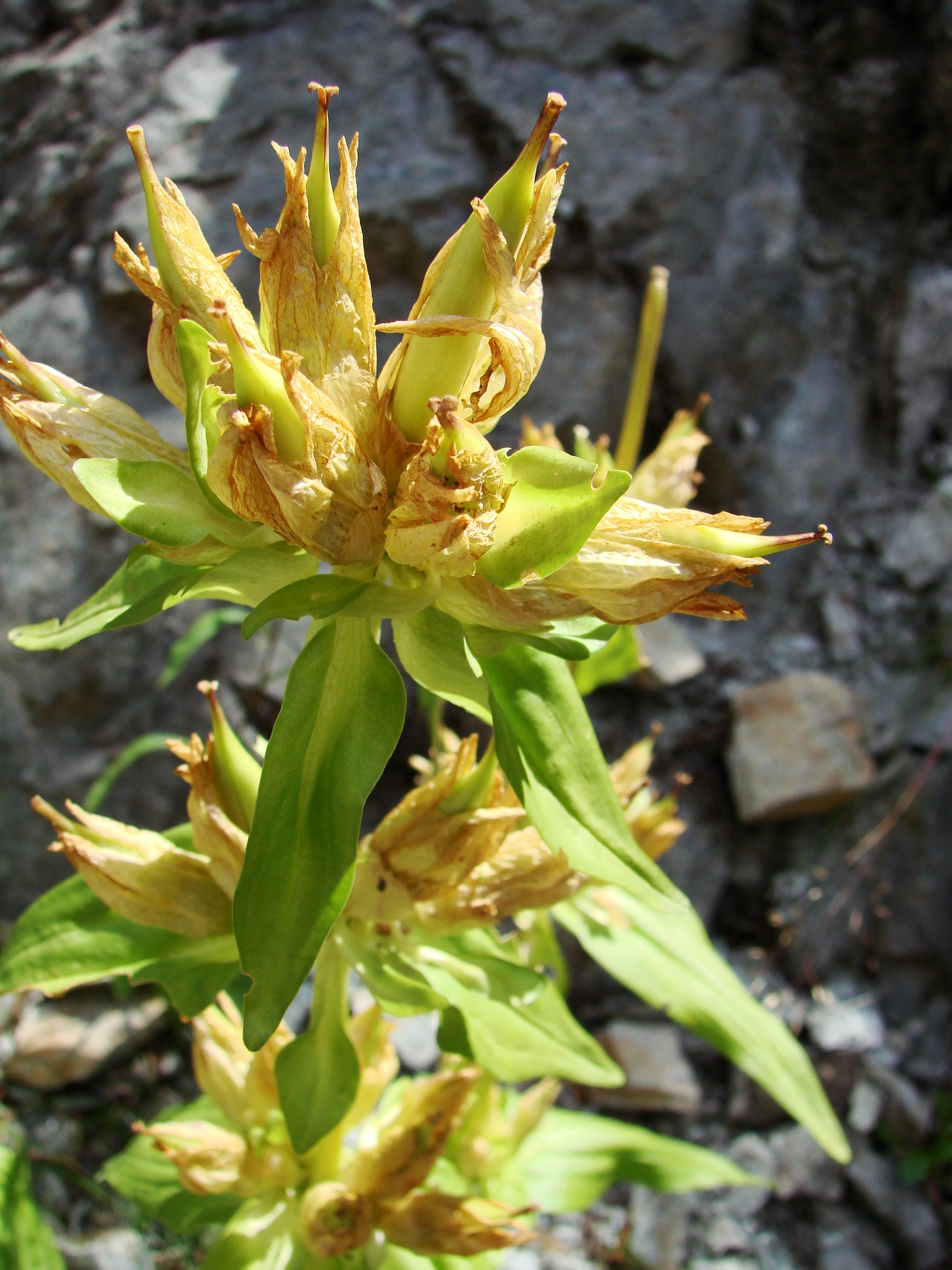
Inflorescencia

## Caracteres
Planta perenne, de hojas grandes elípticas o lanceoladas, verde grises, con nervios bien marcados; las inferiores pecioladas. Flores acampanadas de color amarillo claro, manchadas con puntos oscuros.

## Hábitat
Pastos húmedos, barrancos o claros de pino negro en sustrato silíceo o calizo muy acidificado.

## Distribución
La genciana amarilla es una planta de montaña que se encuentra en los Pirineos y los Alpes. Han sido identificadas 2 subespecies: Gentiana burseri subsp. burseri llamada también chanzana, endémica de los Pirineos, y Gentiana burseri subsp. villarsii (Griseb.) Rouy llamada genciana de Villars, endémica de los Alpes.

## Observaciones
Comparte con Gentiana lutea  su gran porte y el color amarillo de las flores, lo que las distingue del resto de la gencianas que son de talla baja y color azul. Es habitual encontrar insectos, sobre todo hormigas, en sus flores.

## Taxonomía
Gentiana burseri fue descrita por Philippe-Isidore Picot de Lapeyrouse y publicado en Histoire Abrégée des Plantes des Pyrénées 132. 1813.
Etimología
Gentiana: Según Plinio el Viejo y Dioscórides, su nombre deriva del de Gentio, rey de Iliria en el siglo II a. C., a quien se atribuía el descubrimiento del valor curativo de la Gentiana lutea.
burseri: epíteto otorgado en honor del botánico Joachim Burser.
Citología
Número de cromosomas de Gentiana burseri  (Fam. Gentianaceae) y táxones infraespecíficos: 2n=40.
Sinonimia
- Coilantha burseri  (Lapeyr.) Bercht. & J.Presl[5]

## Nombre común
- Castellano: genciana amarilla, genciana de Burser.[5]